# داود شيخاني
داوود محمد خالد شيخاني؛ كاتب ومنتج سوري، يُعتبر من الرّواد في صناعة الدراما في الوطن العربي، وساهم بشكل كبير في تطوير القطاع الخاص التلفزيوني في سوريا، حيث أسس العديد من المشاريع الفنية المبتكرة بفضل رؤيته الفنية وجرأته في تناول القضايا الإشكالية.
ساهم داوود شيخاني في تأسيس لجنة صناعة السينما والتلفزيون في سوريا خلال تسعينيات القرن العشرين، التي كانت مسؤولة عن تنظيم عمل شركات الإنتاج التلفزيوني الخاصة وحماية حقوقها. بفضل تجربته الطويلة، عمل على صياغة الأسس القانونية لهذه اللجنة، وترأسها لمدة أربع سنوات بين عامي 1992 و1998. كما كان شيخاني عضوًا في اتحاد المنتجين العرب، مما عزز من تأثيره في تطوير الصناعة الفنية في المنطقة.
متزوج ومن أولاده المخرج والمنتج أيمن شيخاني الذي سار على خطى والده، حيث تولى إدارة عمله من بعده.

## طفولته
ولد داوود شيخاني في عام 1933، في حي البحصة بدمشق، لأسرة تتكون من أب كان ضابطًا في الجيش التركي، وأم تحمل جذورًا من الحضارة الإغريقية. واستمد ثقافته الأولى من نمط الحياة الاجتماعية الفريدة التي كان يتميز بها المجتمع الدمشقي المعروف بثراء تقاليده وصرامتها في الآن نفسه.
حي البحصة، الذي نشأ فيه داوود شيخاني، كان ملاصقًا لساحة المرجة، التي اختزلت تاريخ دمشق حتى ستينيات القرن العشرين، حيث كانت مركزًا للتجمعات الشعبية ونهاية المظاهرات. في تلك الفترة، نصبت المشانق للوطنيين والثوار خلال عهد الانتداب الفرنسي، وسُمعت صفارات الإنذار أثناء الحرب العالمية الثانية. في ظل هذه الجغرافيا المتنوعة، بدأ وعي داوود شيخاني بالتشكل، متأثراً بالأحداث والتغيرات الاجتماعية والسياسية من حوله. عاصر الشيخاني أغلب الأحداث الشعبية والسياسية التي عصفت بتاريخ سوريا المعاصر آنذاك، من المظاهرات ضد الانتداب الفرنسي وحتى الاستقلال. واستفاد من المكتبة القديمة المتواجدة في منزل جده حيث قرأ العديد من الكتب، مما جعله يختزن في عقله الباطن ثقافة مختلفة الأفكار ظهر تأثيرها لاحقًا في أعماله.

## شبابه
عايش داوود شيخاني في سورية أجواء الحياة العسكرية التي تداخلت مع الحياة السياسية، وكان له ميل لتيار القومية العربية مما دفعه للالتحاق بالكلية العسكرية، رغم اختلافه مع نظره والده السياسية، كشاب تأثر بالمد القومي وآمن به. درس العلوم العسكرية في القاهرة، ثم تخرج عام 1961 في زمن الجمهورية العربية المتحدة، لكن رؤيته النقدية العميقة دفعته لإعادة النظر بشعارات دولة الوحدة التي كانت تترجم بالنقيض تماما على أرض الواقع، ولهذا أصبح له رأي مختلف عندما عايش تجربة الانفصال بين مصر وسورية، وقد عانى مما عاناه الضباط السوريون في مصر حينذاك.
عاد إلى بلده مع أصدقائه ليتم نقلهم جميعًا إلى وظائف مدنية، فتم نقله إلى وزارة الصناعة، وكان له دور بارز في التأسيس لتقاليد عمل صحية، وخصوصاً بعد أن حصل على منحة درس من خلالها في إيطاليا، وحصل على درجة الماجستير في الإدارة والتنظيم (I.L.O) من منظمة العمل الدولية بين عامي 1967 و 1970.

## البدايات
في نفس الفترة التي سافر فيها إلى أوروبا التحق بدورة تدريبية في استوديوهات لندن، استعاد من خلالها اهتمامه القديم بالفن والأدب، خاصةً أنه كان يكتب القصة القصيرة وهو في مطلع شبابه، لذا اطلع على المسرح، واستفاد من المحتوى الذي كان يقدمه التلفزيون البريطاني، وتعمق أيضُا في فهم عوالم الدراما الشكسبيرية، وسحرته، دون شك، الصنعة الدرامية التي كانت تستند الى تقاليد راسخة، ومنطق درامي متماسك، مما أثر على أسلوبه في الكتابة الدرامية فيما بعد.
علاقة داوود شيخاني بالفن والإعلام، بدأت من الإذاعة التي انضم اليها في بداية السبعينات كمراقب وكاتب درامي. وقد كتب الكثير من الأعمال الدرامية لإذاعة دمشق مثل: "الطيف الثاني"، "تمثيلية لم تتم"، "مواقف عربية" وغيرها. إلا أنه كان يعتز بشكل خاص بمسلسل درامي إذاعي يحمل عنوان: "اليد الخفية"، الذي تناول فيه جذور الصهيونية العالمية.

### الأعمال الأولى
بدأ الشيخاني الكتابة للتلفزيون في زمن الأبيض والأسود وكانت موضوعاته الأولى مستمدة من حياة الطبقة الشعبية الدمشقية، وظهر ذلك جليًا في تمثيليات السهرة الأولى التي كتبها ك (فندق الانشراح وبائع الألحان والنظافة من الإيمان)، حيث كان قادرً على استنباط مفردات الحياة الدمشقية الشعبية، وعرضها من منظور نقدي، يمزج بين الطرافة والتحليل العميق للعيوب والمتناقضات الاجتماعية التي تختبئ تحت السطح.
أول مسلسل تلفزيوني وقعه الشيخاني ككاتب كان يحمل عنوان: "حكايا الناس" وقد أنتجه التلفزيون السوري عام 1973 في ثلاث عشرة حلقة، وأخرجه سليم موسى الذي تعاون معه لاحقًا في العديد من تمثيليات السهرة التي استلهم فيها التاريخ العربي ك "النعمان بن المنذر" التي أنتجت عام 1975، والتي تناولت معركة ذي قار. بعد ذلك قدم مسلسلًا بعنوان: "نبيه ونبهان" الذي أخرجه أيضًا سليم موسى، وأنتجه التلفزيون السوري عام 1976 في سبع حلقات. وفيه قدم كوميديا شعبية تعتمد على صيغة الثنائي الكوميدي، وحقق كل من فهد كعيكاتي (أبو فهمي) وعبد السلام الطيب نجاحًا كبيرًا.

## شركة الإنتاج
لم يستطع داوود شيخاني الاستمرار في إطار إنتاج التلفزيون السوري المحدود، الذي كان يقتصر على انتاج ثلاثة أو أربعة مسلسلات تلفزيونية كل عام بميزانيات محدودة. علاوة على ذلك لم تكن القوانين السورية تسمح بإنشاء شركات إنتاج تلفزيوني خاص، لذا قرر داوود شيخاني السفر إلى اليونان، وأسس شركته الخاصة هناك عام 1977، والتي حملت اسم (Sheikhani for Creative Vision)، وكان إنتاج لها هو مسلسل "رحلة المشتاق"، الذي مثل أول مسلسل تلفزيوني يلعب بطولته الفنان ياسر العظمة. مما جعله علامة فارقة في الإنتاج الخاص السوري من حيث النص والتمثيل والإخراج.
بعد ذلك تناول الشيخاني جذور الصهيونية العالمية من خلال مسلسلي "بصمات على جدار الزمن" و"حرب السنوات الأربع" اللذان أخرجهما هيثم حقي، وقد ظلا هذان العملان رمزين لتجربته الطموحة. وقد استمر داوود شيخاني في اختيار القضايا الإشكالية والسياسية الحارة، حين قدم مع المخرج غسان جبري مسلسلًا بعنوان "طبول الحرية"، الذي ناقش فيه التمييز العنصري، وقد نال العمل الجائزة الذهبية لاتحاد أفريقيا، ودُبلج في لندن ليُعرض على المحطات الأجنبية، كأول عمل سوري وربما عربي يُعرض على شاشات غربية.
في نهاية الثمانينات، قدم داوود شيخاني كاتبًا ومنتجًا، مسلسلًا اجتماعيًا معاصرًا بعنوان: "نهاية اللعبة"، وأخرجه محمد فردوس أتاسي، وكانت هذه بداية مشروع جديد وضخم تزامنت مع عودته بشركته إلى دمشق عام 1992، حيث بدأت القوانين تنفتح قليلا لتشجيع القطاع الخاص التلفزيوني. ومن ثم قدم سلسلته الشهيرة الموجهة لليافعين ”كان ياما كان“ بأجزائها الأربعة، وقد حصد كل جزء منها على العديد من الجوائز العربية والعالمية حيث نال أحد أجزائها المرتبة الثانية عالميًا في مهرجان بريجينس في ألمانيا، مما أتاح له تسويق العمل إلى محطات أجنبية أيضًا.

## أعماله

### الإذاعة:
يصعب حصر الأعمال التي كتبها للإذاعة السورية، نذكر منها:
- اليد الخفية (تاريخي) - تأليف داوود شيخاني، اخراج مروان عبد الحميد.
- الطيف الثاني (اجتماعي).
- تمثيلية لم تتم (اجتماعي).
- مواقف عربية (مسلسل في حلقات منفصلة).

### التلفزيون:
الأعمال التي بقيت في أرشيف التلفزيون العربي السوري (أسود وأبيض) ابتداءً من عام 1963
- فندق الانشراح.
- حلاق الحارة.
- مع الناس.
- معركة ذي قار.
- بائع الألحان.
- النظافة من الإيمان.
- نبيه ونبهان.
- الحي الشرقي.

كتاباته وإنتاجاته الخاصة في اليونان من المسلسلات العربية فقط: 
- رحلة المشـتاق (1977) - قصة وسيناريو وحوار داوود شيخاني، إخراج سليم صبري.
- بصمات على جدار الزمن (1980) - تأليف داوود شيخاني، إخراج هيثم حقي.
- حرب السنوات الأربع (1980) - تأليف داوود شيخاني، إخراج هيثم حقي.
- طبول الحرية (1981) - تأليف داوود شيخاني، إخراج غسان جبري.
- نهاية اللعبة (1990) - تأليف وسيناريو وحوار داوود شيخاني، إخراج محمد فردوس أتاسي.

كتاباته وإنتاجاته الخاصة في سوريا:
- كان يا ما كان – الجزء الأول (1992) - تأليف داوود شيخاني، إخراج بسام الملا.
- كان يا ما كان – الجزء الثاني (1995) - تأليف داوود شيخاني، إخراج أيمن شيخاني .
- طرائف العرب (مسلسل) - إعداد داوود شيخاني، إخراج أيمن شيخاني.
- أئمة الإسلام (مسلسل) - إخراج أيمن شيخاني.
- حدث في هذا المكان (وثائقي) - إخراج أيمن شيخاني.
- كان يا ما كان – الجزء الثالث (1999) - تأليف داوود شيخاني، إخراج أيمن شيخاني.
- كان يا ما كان – الجزء الرابع (2000) - تأليف داوود شيخاني، إخراج أيمن شيخاني.
- عرسان آخر زمان (2003) - تأليف داوود شيخاني، إخراج أيمن شيخاني.
- قصص من التراث اليمني (برنامج) - إخراج أيمن شيخاني.
- الشيخ محي الدين العربي (وثائقي) - إخراج أيمن شيخاني.
- معروف الإسكافي (وثائقي يوناني) - إخراج أيمن شيخاني.
- الطريق إلى الحج (لم ينفذ).

### السينما:
- زواج على الطريقة المحلية (1978) - قصة وسيناريو وحوار داوود شيخاني، وفيصل الياسري، إخراج مروان عكاوي.
- عندما يبكي الحب - قصة وسيناريو وحوار داوود شيخاني، إخراج مروان عكاوي.
- ممو وزين (لم ينفذ).

## الجوائز
نال داوود شيخاني العديد من الجوائز، منها:
1. الجائزة الذهبية في مؤتمر أفريقيا الدولي عن "طبول الحرية".
2. تكريم في مهرجان التلفزيون التونسي عن "بصمات على جدار الزمن".
3. المركز الثاني على مستوى العالم في مهرجان بريجينس - ميونخ، ألمانيا عن "كان ياما كان".
4. الجائزة الفضية في مهرجان القاهرة لأعمال التلفزيون عن "كان ياما كان".
5. الجائزة الذهبية في مهرجان السينما والتلفزيون عن "كان ياما كان".[8]

## وفاته
توفي داوود شيخاني عن عمر ناهز 71 عامًا، يوم السبت الموافق 10 يوليو 2010، بعد أن تعرض لوعكة صحية أدت الى إجراء عملية مستعجلة له في إحدى مستشفيات العاصمة دمشق.

## روابط خارجية
- مشوار داوود شيخاني - وثائقي